# 智國
智国（？—？），又稱智伯國，中国战国时期晋国的大夫，智氏，智伯瑶的近臣。

## 生平
前457年，知伯瑶与韩康子虎、魏桓子驹在蓝台举行宴会，知瑶戏弄韩康子并侮辱韩氏家臣段规。智国请求智伯多加提防，智伯不听说：「只有我能為難別人，若我不對別人發難，又有誰敢為難我？」智国举出郤氏遭受车辕之难，赵氏被孟姬进谗言致死，栾盈被母亲叔祁诉说他想作乱，范氏、中行氏在亟治被杀害的例子。说连蚊子、蚂蚁、黄蜂、蝎子（蜹蚁蜂虿）都能害人，更何况是君主、国相呢。前453年晉陽之戰中，段规帮助韩氏，與魏氏一同背叛知瑶，联結赵氏击杀知瑶，是为三家灭智。
《说苑》、黄式三认为知果与智国是一人，但杨宽认为由“智伯瑶染于智国、张武”可见智国是奸臣、知果是贤臣，故不认同。